# Алмала (Переволоцький район)
Алмала́ (рос. Алмала) — село у складі Переволоцького району Оренбурзької області, Росія.

## Населення
Населення — 261 особа (2010; 267 у 2002).
Національний склад (станом на 2002 рік):
- татари — 84 %